# Ашагы-Легер (Гусарский район)
Ашагы-Леге́р (азерб. Aşağı Ləgər, лезг. Агъа Лекьер) — село в Гусарском районе Азербайджана.

## География
Село расположено в 7 км от районного центра Гусар.
Ближайшие населённые пункты: Гадазейхур на юго-западе, Птишхур на северо-западе.

## Население
По итогам переписи населения 2016 года в селе насчитывалось 1904 жителей . Однако на постоянной основе селе проживает 1/3 этого населения из-за проблемы постоянного оттока населения в крупные города главным образом в Баку и города России.
Национальный состав целиком сложен лезгинами, которые исповедуют ислам суннитского толка.

## Сихилы
1. Айибанбур
2. Сефранбур
3. Пириманбур
4. Тагьиранбур
5. Сикӏер
6. Шухунар
7. Шагьабасар

## История и топонимика
Село получило название от лезгинского племени «Лек» (лезг. Лекь). В результате исторических преобразований слово Лек + ар превратилось в Лак + ар.
Название Легер с лезгинского языка дословно переводится как леги (окончания -ер, -ар, -яр обозначают множественность).